# Ваді-аль-Хітан
Ваді-аль-Хітан (араб. وادي الحيتان‎ — «Долина китів») — палеонтологічна ділянка в єгипетському губернаторстві Фаюм, за 150 км на південний захід від Каїра. З 2005 року вона входить до списку Світової спадщини ЮНЕСКО за сотні викопних залишків найраніших китів нині вимерлого підряду Archaeoceti. Ділянка допомогла розв'язати багато загадок еволюції китів, зокрема їх перехід від наземних до повністю морських форм. Жодна інша ділянка у світі не може похвалитися подібним числом викопних залишків та такою легкістю доступу до них.